# Dürrnbachhorn
Dürrnbachhorn este o arie protejată (arie de protecție specială avifaunistică — SPA) din Austria întinsă pe o suprafață de 39,69 ha, integral pe uscat.

## Localizare
Centrul sitului Dürrnbachhorn este situat la coordonatele 47°40′15″N 12°36′30″E / 47.6708°N 12.6083°E.

## Înființare
Situl Dürrnbachhorn a fost declarat arie de protecție specială avifaunistică în aprilie 2000 pentru a proteja 2 specii de animale.

## Biodiversitate
Situată în ecoregiunea alpină, aria protejată nu include niciun habitat protejat.
La baza desemnării sitului se află mai multe specii protejate de  păsări (2): ciuvică (Glaucidium passerinum), cocoșul de mesteacăn (Tetrao tetrix tetrix).
Pe lângă speciile protejate, pe teritoriul sitului au mai fost identificate 1 specie de reptile.